# Grand séminaire de Besançon
Le grand séminaire de Besançon est un ancien établissement d'enseignement supérieur destiné autrefois à former des prêtres. L'édifice est situé rue Mégevand, au cœur du centre historique de la capitale comtoise.

## Histoire
Le grand séminaire de Besançon fut construit de 1670 à 1695, par l'archevêque de Besançon Antoine-Pierre de Grammont, d'après les plans de l'abbé Durnel, économe. Au XVIIIe siècle, le portail est élevé et on intègre un corps de logis, le tout construit et manié par l'architecte Jean-Pierre Galezot.
La chapelle du séminaire, qui fut édifiée entre 1670 et 1688, fut construite sur un plan en forme de croix latine présente sur la rue adjacente (rue Mégevand) une somptueuse façade à deux étages de pilastres corinthiens. À l'intérieur de l'édifice, on peut apercevoir un exemple des manifestations les plus tardives du style gothique en Franche-Comté, notamment au niveau de la voûte.
Ce lieu est le théâtre du livre Le Rouge et le Noir de Stendhal (là où vivait le héros du livre, Julien Sorel).
Le séminaire, ainsi que sa chapelle, ont été confisqués en 1905 et affectés jusqu'en 1929 à l'armée, d'après la loi de séparation des Églises et de l'État.
La chapelle fait l’objet d’une inscription au titre des monuments historiques depuis le 17 mars 1926.

## Galerie d'images

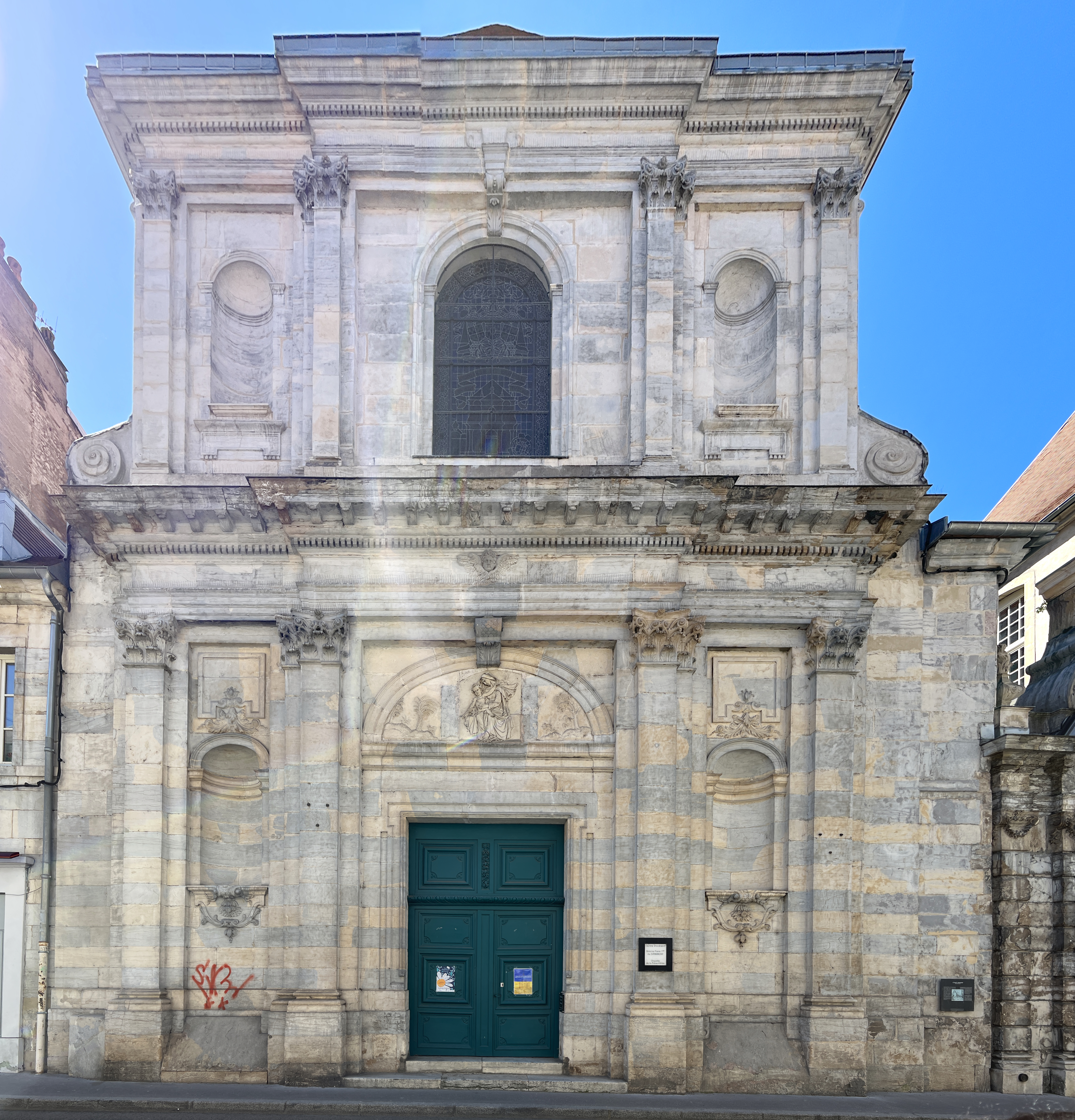
Façade de la chapelle, rue Mégevand.
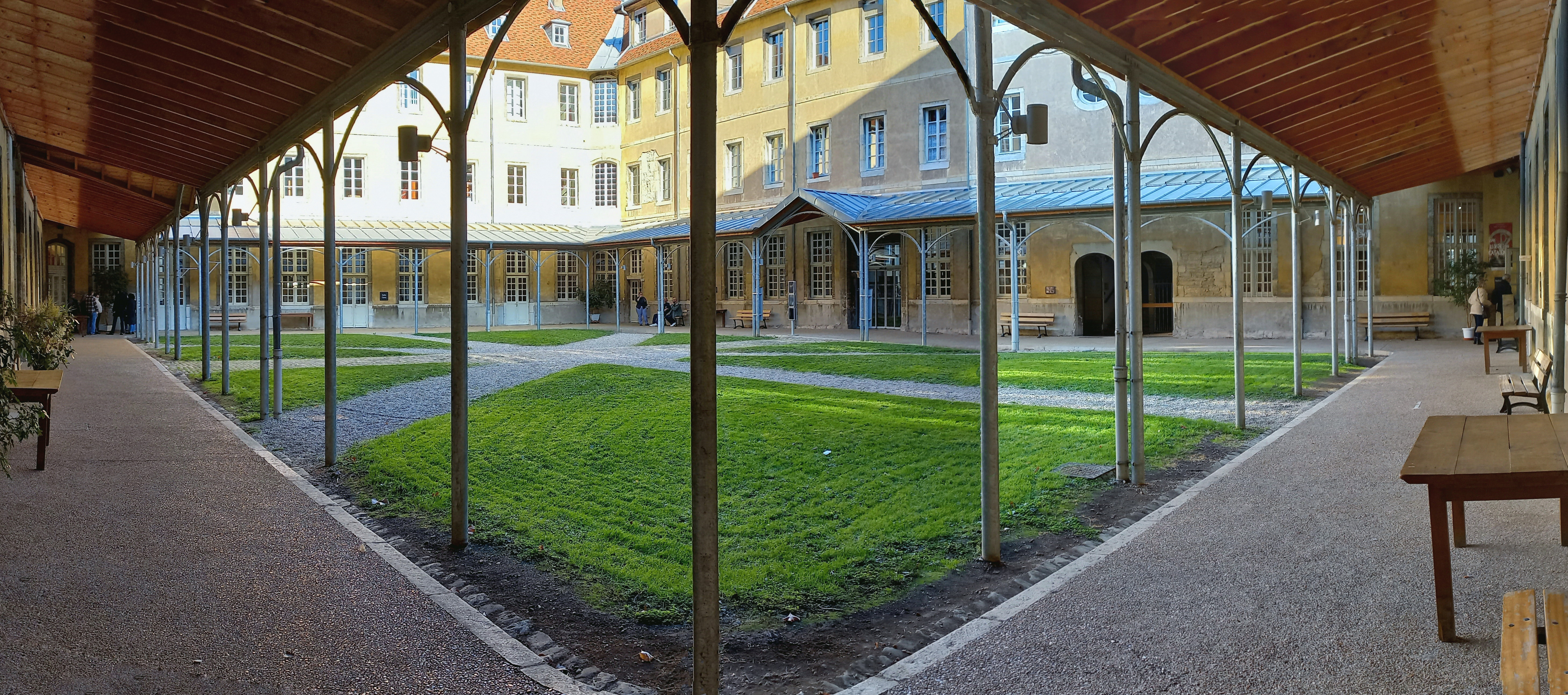
Vue de la cour intérieure.
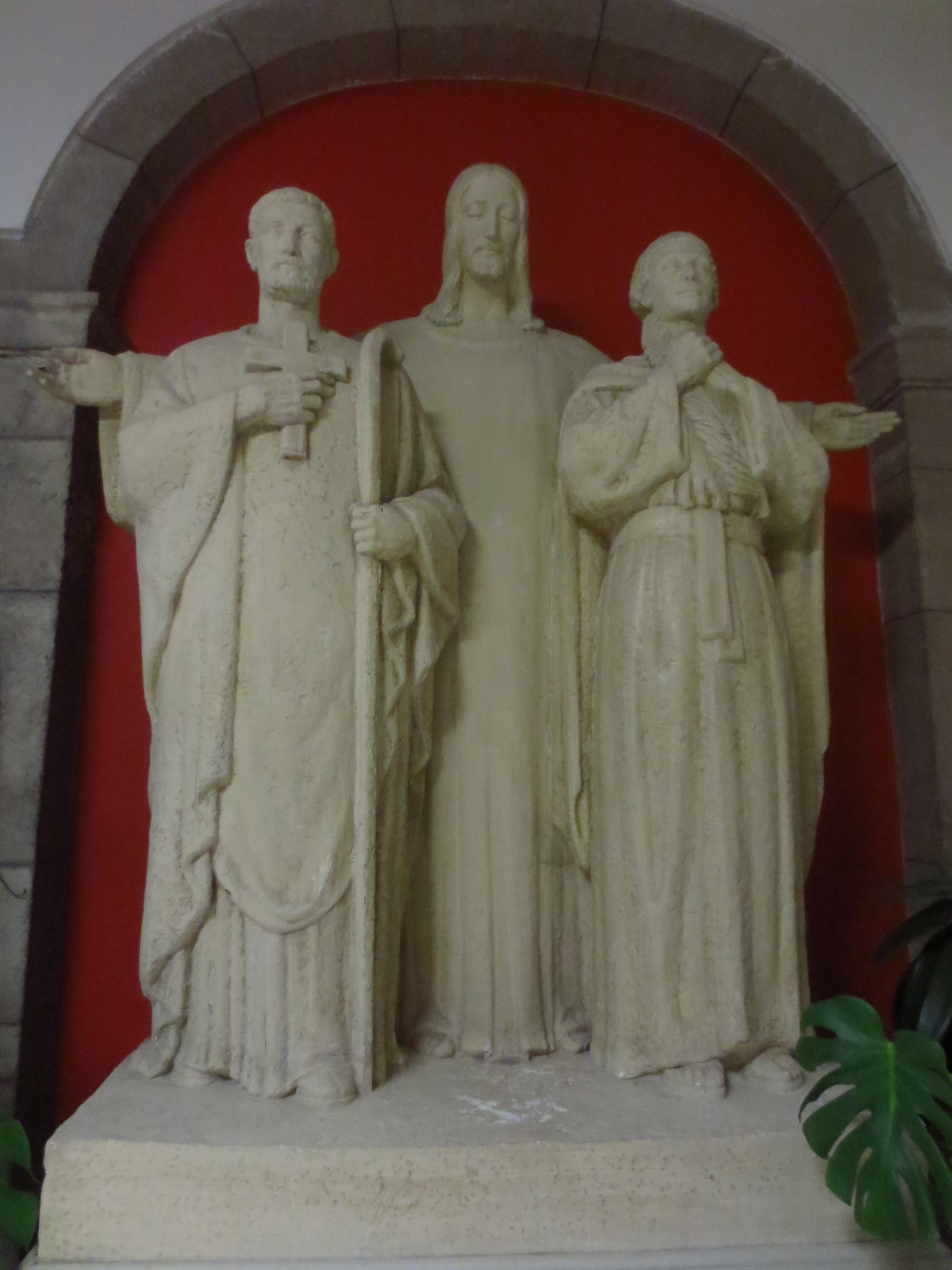
Henri-Paul Rey. Saint Ferréol et Saint Ferjeux.
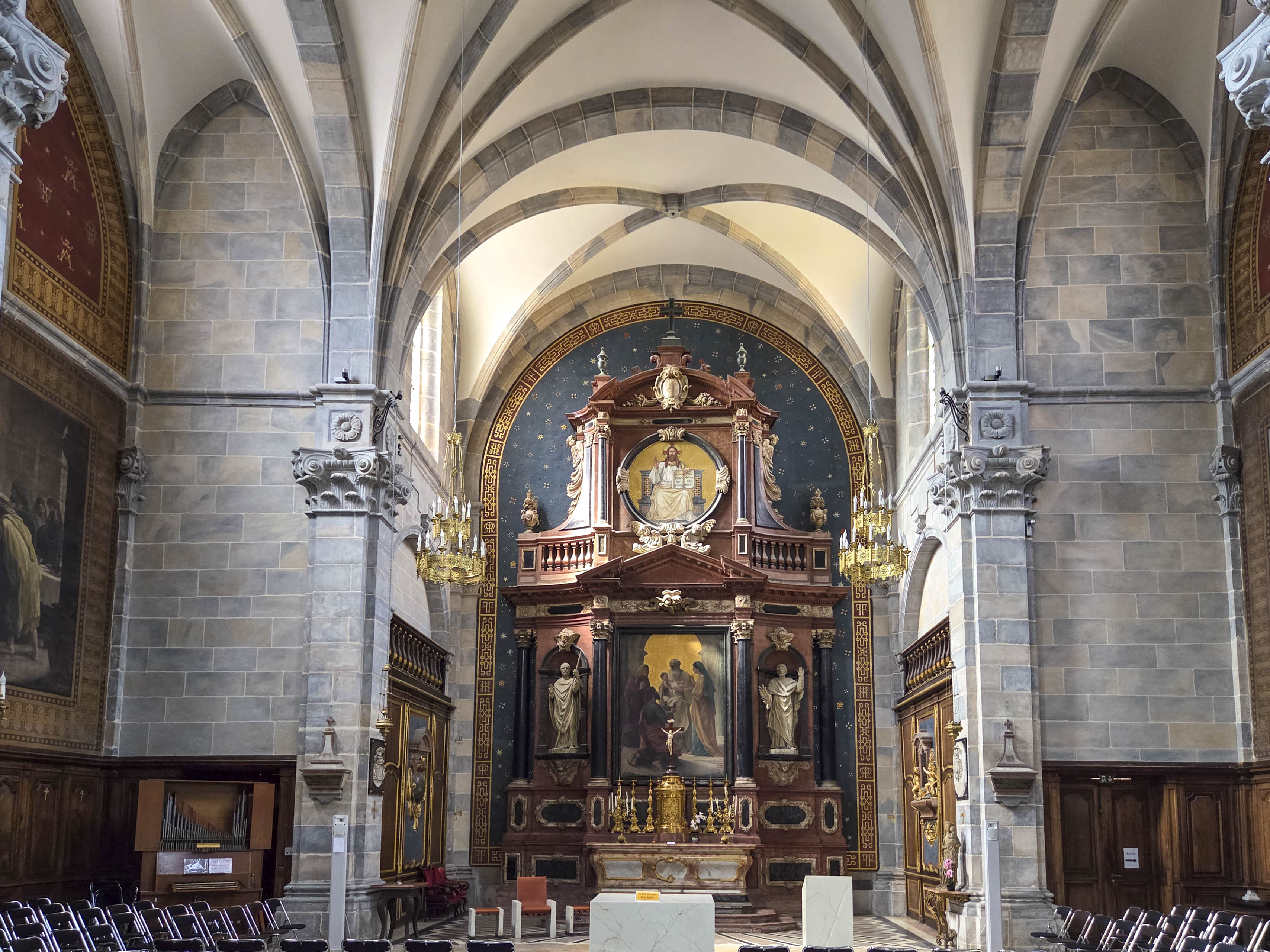
Intérieur de la chapelle.
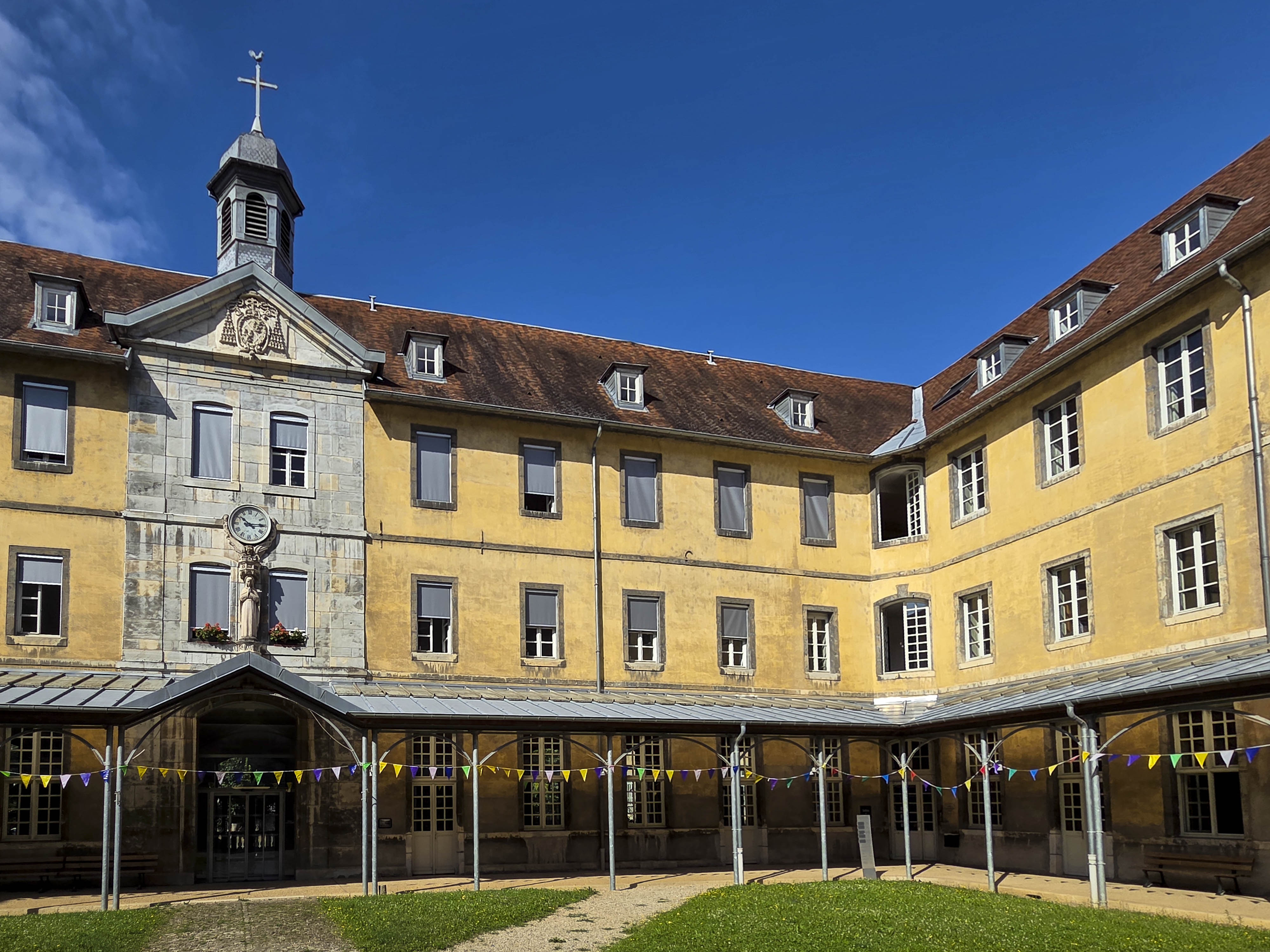
Cour.